# 熊谷洋一
熊谷 洋一（くまがい よういち、1943年 - ）は、日本の森林科学研究者、造園学者。東京大学名誉教授、兵庫県立淡路景観園芸学校名誉学長。一般財団法人自然公園財団理事長。日本公園緑地協会研究顧問。公益財団法人東京都公園協会評議員。公益財団法人兵庫県園芸公園協会評議員。専門は地球環境科学と造園科学で、環境省中央環境審議会自然環境部会長、文部科学省文化審議会名勝委員なども歴任している。東京都出身。

## 経歴
熊谷 洋一 みどりの学術賞 - 内閣府 参照

## 賞歴
1988年 国立公園協会 田村賞。
1989年 日本造園学会 学会賞（研究論文部門）。
2004年 日本公園緑地協会 北村賞。
2004年 環境保全功労者表彰（環境大臣）。2015年　地方教育行政功労者表彰（文部省）。
2015年 日本造園学会 上原敬二賞。2017年　県政高揚功労表彰（兵庫県）。
2018年（第12回）「みどりの学術賞」。

## 著書
- 自然環境の評価と育成（共著 東京大学出版会 2005）